# Aeroport (métro de Valence)
Aeroport est une station terminus de la ligne 3 et la ligne 5 du métro de Valence. Elle est située sous l'aéroport de Valence, à Manises.

## Situation sur le réseau
Établie en souterrain, la station Aeroport du métro de Valence est située sur la ligne 3 et la ligne 5, dont elle constitue le terminus ouest, avant Roses.

## Histoire
La station ouvre au public le 16 avril 2007, à l'occasion d'un prolongement du réseau,.